# Лисин, Иван Павлович
Иван Павлович Ли́син (1914—1944) — младший лейтенант Рабоче-крестьянской Красной Армии, участник Великой Отечественной войны, Герой Советского Союза (1943).

## Биография
Иван Лисин родился 10 марта 1914 года в деревне Мало-Никольской Артынской волости Тарского уезда Тобольской губернии. После окончания четырёх классов школы работал в колхозе, затем на маслозаводе. В 1937 году переехал в Амурскую область, работал лесорубом.
В июле 1941 года был призван на службу в Рабоче-крестьянскую Красную Армию. С февраля 1942 года — на фронтах Великой Отечественной войны.
К октябрю 1943 года сержант Иван Лисин был наводчиком пулемёта 685-го стрелкового полка 193-й стрелковой дивизии 65-й армии Центрального фронта.
Отличился во время битвы за Днепр. 15 октября 1943 года с пятью товарищами переправился через Днепр в районе посёлка Лоев Лоевского района Гомельской области Белорусской ССР и принял активное участие в боях за захват и удержание плацдарма на его западном берегу, способствовав успешной переправе основных сил полка.
Указом Президиума Верховного Совета СССР от 30 октября 1943 года за «образцовое выполнение боевых заданий командования на фронте борьбы с немецкими захватчиками и проявленные при этом мужество и героизм» сержант Иван Лисин был удостоен высокого звания Героя Советского Союза с вручением ордена Ленина и медали «Золотая Звезда» за номером 1649.
В мае 1944 года окончил курсы младших лейтенантов.
7 июля 1944 года он погиб в бою за город Барановичи. Похоронен в братской могиле на центральной площади Барановичей.
Был также награждён орденом Красной Звезды.
В честь Лисина названы улицы в Барановичах и Свободном, посёлке Муромцево, а также установлен бюст и названа улица на станции «Талдан».